# Deuce (canción)
«Deuce» es una canción de la banda estadounidense Kiss, escrita por Gene Simmons. Aparece en el álbum debut de la banda de 1974. Adicionalmente de ser una de las canciones más reconocidas de Kiss, "Deuce" es una canción tradicional para apertura de los conciertos. Ha sido tocada en casi todas las giras posteriores a su publicación. De acuerdo a Gene Simmons, la línea de bajo está basada en la canción "Bitch" de los Rolling Stones. "Deuce" también tiene un significado especial para el guitarrista Ace Frehley, ya que fue la primera canción que tocó en su audición para ingresar a la banda.

## Versiones
- Redd Kross en el álbum Teen Babes from Monsanto (1984)
- Acid Drinkers en el álbum Fishdick (1994)
- Lenny Kravitz (con Stevie Wonder) en el álbum Kiss My Ass (1994)
- The 69 Eyes en el álbum Deuce AKA Suck My Mike! (1994)
- Bathory en el álbum Octagon (1995)
- Ace Frehley en el álbum 12 Picks(1997)
- Overkill en el álbum Coverkill, (1999)
- Extrema en el álbum Pound for Pound (2009)

## Personal
- Gene Simmons - bajo, voz
- Paul Stanley - guitarra, voz
- Peter Criss - batería
- Ace Frehley - guitarra